# Anna Śmiech
Anna Iwona Śmiech – polska lekarka weterynarii, doktor habilitowany nauk rolniczych.

## Kariera naukowa
W 1992 roku uzyskała tytuł lekarza weterynarii, nadanego przez Uniwersytet Przyrodniczy w Lublinie. 
22 marca 2001 roku ukończyła studia doktoranckie na kierunku nauki weterynaryjne na Wydziale Medycyny Weterynaryjnej Uniwersytetu Przyrodniczego w Lublinie na podstawie pracy pt. Zastosowanie metod immunohistochemicznych w diagnostyce różnicowej i histogenezie nowotworów gruczołu mlekowego u suk.
Od 1993 roku zatrudniona jest w Uniwersytecie Przyrodniczym w Lublinie.
29 czerwca 2019 roku uzyskała stopień doktora habilitowanego nauk rolniczych w dyscyplinie weterynarii na Wydziale Medycyny Weterynaryjnej Uniwersytetu Przyrodniczego w Lublinie na podstawie rozprawy pt. Badania epidemiologiczne i analizy molekularne w nowotworach komórek tucznych u psów.

## Publikacje
- 2007: Nowotwory gruczołu sutkowego a przerzuty nowotworowe do płuc u suk.
- 2008: Grzybicze wrzodziejące zapalenie rogówki o złożonej etiologii u konia.
- 2009: Błoniak ziarnisty jajnika (GCT) u suki.
- 2020: Urticaria pigmentosa due to microsporum canis infetion in a sphynx cat – case report.

Opracowano na podstawie źródła:.